# Skodsborg
Skodsborg är en liten kustort med 1 245 invånare (2017), belägen cirka 20 km norr om Köpenhamn i Danmark, vid järnvägen Kystbanen. Orten är bland annat känd för sanatoriet Skodsborg Badesanatorium. Skodsborg ligger i Rudersdals kommun.

## Bildgalleri

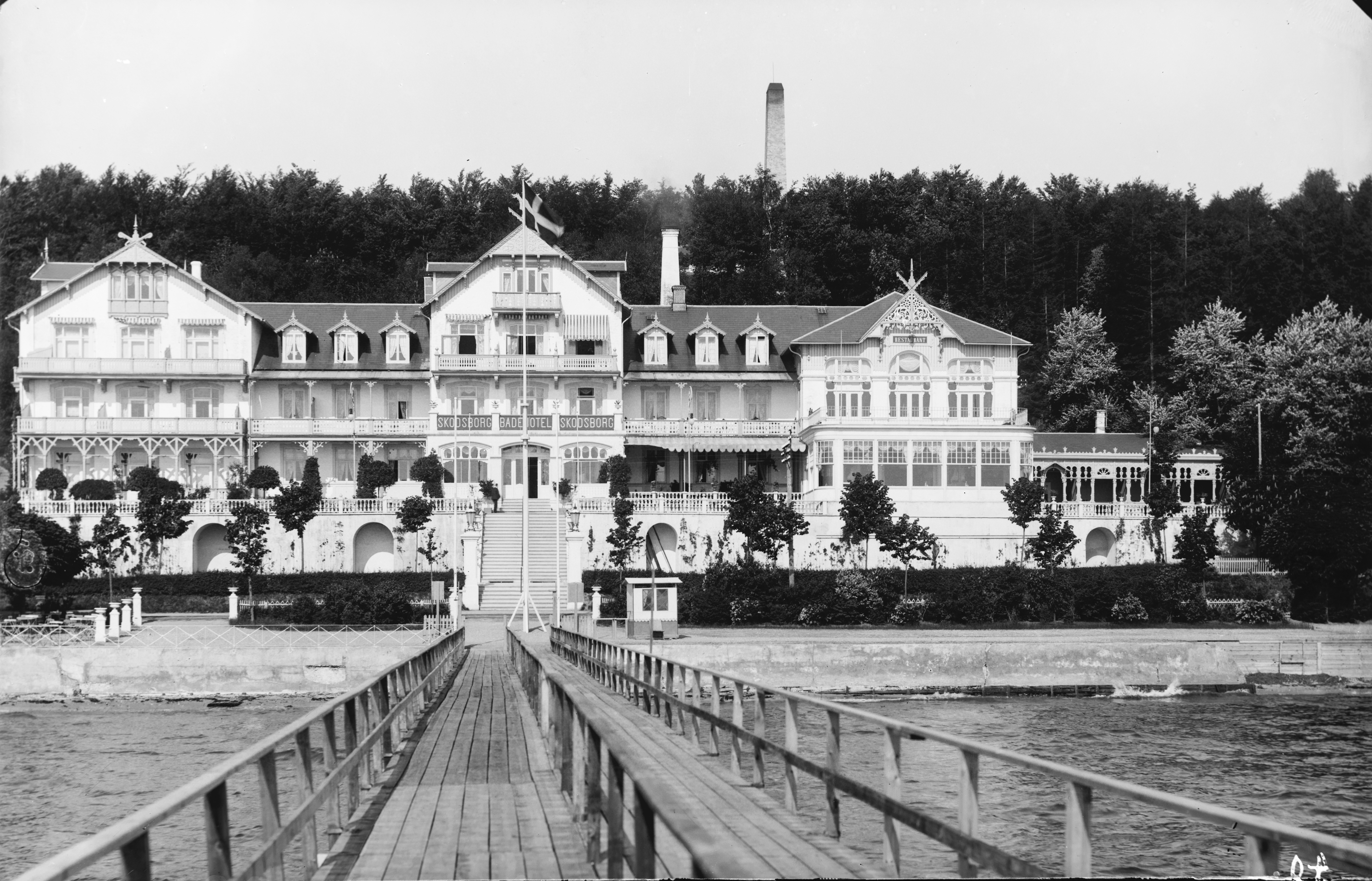
Skodsborg Badehotel,mellan 1874 och 1894